# Raymond Alfred Poisson
Raymond Alfred Poisson (ur. 18 lutego 1895 w Briouze, zm. 28 listopada 1973 w Paryżu) – francuski entomolog i parazytolog. Specjalizował się w heteropterologii.
Studiował na Uniwersytecie w Caen. Doktoryzował się w 1924 roku. W latach 1930–1965 był profesorem zoologii na Wydziale Nauk Przyrodniczych Uniwersytetu w Rennes.
Jest autorem ponad 300 publikacji naukowych, poświęconych morfologii, mikroanatomii, cytologii, fizjologii, biologii rozwoju i ekologii różnych grup sześcionogów, w tym skoczogonków, karaczanów, modliszek, prostoskrzydłych, pluskwiaków, chrząszczy, motyli i muchówek. Specjalizował się w wodnych pluskwiakach różnoskrzydłych tj. Gerromorpha i Nepomorpha, zwłaszcza w ich faunie palearktycznej i afrotropikalnej. Oprócz owadów badał ich pasożyty należące do innych typów i królestw, w tym nicienie, świdrowce, mikrosporydia, Eccrinales, owadorostowce oraz patogeny wywołujące muskardyny.
Należał m.in. do Société entomologique de France. Był członkiem korespondencyjnym Francuskiej Akademii Nauk.